# 2017–2018-as UEFA-bajnokok ligája (csoportkör)
A 2017–2018-as UEFA-bajnokok ligája csoportkörének mérkőzéseit 2017. szeptember 12. és december 6. között játszották le.

## Résztvevők
Az 1–3.-ig rangsorolt nemzeti labdarúgó-bajnokságok dobogós csapatai, a 4–6.-ig rangsorolt nemzeti labdarúgó-bajnokságok bajnok és ezüstérmes csapatai, valamint a 7–12.-ig rangsorolt nemzeti labdarúgó-bajnokságok bajnokcsapatai és a 2016–2017-es Európa-liga győztese a csoportkörben csatlakoztak a bajnokcsapatok rájátszásának, illetve a bajnoki helyezés alapján részt vevő csapatok rájátszásának öt-öt továbbjutójához.

## Fordulók és időpontok
| Mérkőzésnap    | Sorsolás dátuma              | Dátum                        |                              |
| -------------- | ---------------------------- | ---------------------------- | ---------------------------- |
| 1. mérkőzésnap | 2017. augusztus 24. (Monaco) | 2017. szeptember 12–13.      | 2017. szeptember 12–13.      |
| 2. mérkőzésnap | 2017. augusztus 24. (Monaco) | 2017. szeptember 26–27.      | 2017. szeptember 26–27.      |
| 3. mérkőzésnap | 2017. augusztus 24. (Monaco) | 2017. október 17–18.         | 2017. október 17–18.         |
| 4. mérkőzésnap | 2017. augusztus 24. (Monaco) | 2017. október 31–november 1. | 2017. október 31–november 1. |
| 5. mérkőzésnap | 2017. augusztus 24. (Monaco) | 2017. november 21–22.        | 2017. november 21–22.        |
| 6. mérkőzésnap | 2017. augusztus 24. (Monaco) | 2017. december 5–6.          | 2017. december 5–6.          |

## Sorsolás
A csoportkörben nyolc egyaránt négycsapatos csoportot képeztek. A csoportokban a csapatok körmérkőzéses, oda-visszavágós rendszerben mérkőztek meg egymással. A csoportok első két helyen záró csapat az egyenes kieséses szakaszba jutott, a harmadik helyezettek a 2017–2018-as Európa-liga egyenes kieséses szakaszában folytatták, míg az utolsó helyezettek kiestek.
Az 1. kalapba a címvédő és a rangsor szerinti 1–7. ország bajnokcsapata került. A többi csapatot az együtthatójuk szerint rendezték sorba. A sorsolást 2017. augusztus 24-én tartották Monacóban.
| Csapat              | Együttható | Kalap |
| ------------------- | ---------- | ----- |
| Real MadridCV       | 176,999    | 1     |
| Bayern München      | 154,899    | 1     |
| Juventus            | 140,666    | 1     |
| Benfica             | 111,866    | 1     |
| Chelsea             | 106,192    | 1     |
| Sahtar Doneck       | 87,526     | 1     |
| AS Monaco           | 62,333     | 1     |
| Szpartak Moszkva    | 18,606     | 1     |
| FC Barcelona        | 151,999    | 2     |
| Atlético de Madrid  | 142,999    | 2     |
| Paris Saint-Germain | 126,333    | 2     |
| Borussia Dortmund   | 124,899    | 2     |
| Sevilla FC          | 112,999    | 2     |
| Manchester City     | 100,192    | 2     |
| FC Porto            | 98,866     | 2     |
| Manchester United   | 95,192     | 2     |

| Csapat            | Együttható | Kalap |
| ----------------- | ---------- | ----- |
| SSC Napoli        | 88,666     | 3     |
| Tottenham Hotspur | 77,192     | 3     |
| FC Basel          | 74,415     | 3     |
| Olimbiakósz       | 64,580     | 3     |
| Anderlecht        | 58,480     | 3     |
| Liverpool FC      | 56,192     | 3     |
| AS Roma           | 53,666     | 3     |
| Beşiktaş JK       | 45,840     | 3     |
| Celtic            | 42,785     | 4     |
| CSZKA Moszkva     | 39,606     | 4     |
| Sporting CP       | 36,866     | 4     |
| APÓEL             | 26,210     | 4     |
| Feyenoord         | 23,212     | 4     |
| NK Maribor        | 21,125     | 4     |
| Qarabağ           | 18,050     | 4     |
| RB Leipzig        | 15,899     | 4     |

## Csoportok

### Sorrend meghatározása
Az UEFA versenyszabályzata alapján, ha két vagy több csapat a csoportmérkőzések után azonos pontszámmal állt, az alábbiak alapján kellett meghatározni a sorrendet:
1. az azonosan álló csapatok mérkőzésein szerzett több pont
2. az azonosan álló csapatok mérkőzésein elért jobb gólkülönbség
3. az azonosan álló csapatok mérkőzésein szerzett több gól
4. az azonosan álló csapatok mérkőzésein idegenben szerzett több gól
5. az összes mérkőzésen elért jobb gólkülönbség
6. az összes mérkőzésen szerzett több gól
7. az azonosan álló csapatok és nemzeti szövetségük jobb UEFA-együtthatója az elmúlt öt évben

Minden időpont közép-európai idő/közép-európai nyári idő szerint van feltüntetve.

### A csoport
| Hely. | Csapat            | M | Gy | D | V | G+ | G– | Gk  | P  | Továbbjutás                                |
| ----- | ----------------- | - | -- | - | - | -- | -- | --- | -- | ------------------------------------------ |
| 1.    | Manchester United | 6 | 5  | 0 | 1 | 12 | 3  | +9  | 15 | Továbbjutott az egyenes kieséses szakaszba |
| 2.    | FC Basel          | 6 | 4  | 0 | 2 | 11 | 5  | +6  | 12 | Továbbjutott az egyenes kieséses szakaszba |
| 3.    | CSZKA Moszkva     | 6 | 3  | 0 | 3 | 8  | 10 | −2  | 9  | Átkerült az Európa-ligába                  |
| 4.    | Benfica           | 6 | 0  | 0 | 6 | 1  | 14 | −13 | 0  |                                            |

| 2017. szeptember 12. 20:45 |

| Benfica       | 1–2               | CSZKA Moszkva                            |
| ------------- | ----------------- | ---------------------------------------- |
| Seferović 50' | (0–0) Jegyzőkönyv | Vitinho 63' (11-esből) Zhamaletdinov 71' |

| Estádio da Luz, Lisszabon Játékvezető: Alberto Undiano Mallenco (spanyol) |

| 2017. szeptember 12. 20:45 |

| Manchester United                    | 3–0               | FC Basel |
| ------------------------------------ | ----------------- | -------- |
| Fellaini 35' Lukaku 53' Rashford 84' | (1–0) Jegyzőkönyv |          |

| Old Trafford, Manchester Játékvezető: Ruddy Buquet (francia) |

| 2017. szeptember 27. 20:45 |

| FC Basel                                                           | 5–0               | Benfica |
| ------------------------------------------------------------------ | ----------------- | ------- |
| Lang 2' Oberlin 20' 69' van Wolfswinkel 60' (11-esből) Riveros 76' | (2–0) Jegyzőkönyv |         |

| St. Jakob-Park, Bázel Játékvezető: Craig Thomson (skót) |

| 2017. szeptember 27. 20:45 |

| CSZKA Moszkva | 1–4               | Manchester United                                  |
| ------------- | ----------------- | -------------------------------------------------- |
| Kucsajev 90'  | (0–3) Jegyzőkönyv | Lukaku 4' 27' Martial 19' (11-esből) Mhitarján 57' |

| VEB Aréna, Moszkva Játékvezető: Jonas Eriksson (svéd) |

| 2017. október 18. 20:45 |

| CSZKA Moszkva | 0–2               | FC Basel              |
| ------------- | ----------------- | --------------------- |
|               | (0–1) Jegyzőkönyv | Xhaka 29' Oberlin 90' |

| VEB Aréna, Moszkva Játékvezető: Björn Kuipers (holland) |

| 2017. október 18. 20:45 |

| Benfica | 0–1               | Manchester United |
| ------- | ----------------- | ----------------- |
|         | (0–0) Jegyzőkönyv | Rashford 64'      |

| Estádio da Luz, Lisszabon Játékvezető: Felix Zwayer (német) |

| 2017. október 31. 20:45 |

| FC Basel  | 1–2               | CSZKA Moszkva              |
| --------- | ----------------- | -------------------------- |
| Zuffi 32' | (1–0) Jegyzőkönyv | Dzagojev 65' Wernbloom 79' |

| St. Jakob-Park, Bázel Játékvezető: Milorad Mažić (szerb) |

| 2017. október 31. 20:45 |

| Manchester United                       | 2–0               | Benfica |
| --------------------------------------- | ----------------- | ------- |
| Svilar 45' (öngól) Blind 78' (11-esből) | (1–0) Jegyzőkönyv |         |

| Old Trafford, Manchester Játékvezető: Gediminas Mažeika (litván) |

| 2017. november 22. 20:45 |

| CSZKA Moszkva                      | 2–0               | Benfica |
| ---------------------------------- | ----------------- | ------- |
| Scsennyikov 13' Jardel 56' (öngól) | (1–0) Jegyzőkönyv |         |

| VEB Aréna, Moszkva Játékvezető: Deniz Aytekin (német) |

| 2017. november 22. 20:45 |

| FC Basel | 1–0               | Manchester United |
| -------- | ----------------- | ----------------- |
| Lang 89' | (0–0) Jegyzőkönyv |                   |

| St. Jakob-Park, Bázel Játékvezető: Daniele Orsato (olasz) |

| 2017. december 5. 20:45 |

| Benfica | 0–2               | FC Basel                   |
| ------- | ----------------- | -------------------------- |
|         | (0–1) Jegyzőkönyv | Elyounoussi 5' Oberlin 65' |

| Estádio da Luz, Lisszabon Játékvezető: Jesús Gil Manzano (spanyol) |

| 2017. december 5. 20:45 |

| Manchester United       | 2–1               | CSZKA Moszkva |
| ----------------------- | ----------------- | ------------- |
| Lukaku 65' Rashford 66' | (0–1) Jegyzőkönyv | Dzagoev 45'   |

| Old Trafford, Manchester Játékvezető: Gianluca Rocchi (olasz) |

### B csoport
| Hely. | Csapat              | M | Gy | D | V | G+ | G– | Gk  | P  | Továbbjutás                                |
| ----- | ------------------- | - | -- | - | - | -- | -- | --- | -- | ------------------------------------------ |
| 1.    | Paris Saint-Germain | 6 | 5  | 0 | 1 | 25 | 4  | +21 | 15 | Továbbjutott az egyenes kieséses szakaszba |
| 2.    | Bayern München      | 6 | 5  | 0 | 1 | 13 | 6  | +7  | 15 | Továbbjutott az egyenes kieséses szakaszba |
| 3.    | Celtic              | 6 | 1  | 0 | 5 | 5  | 18 | −13 | 3  | Átkerült az Európa-ligába                  |
| 4.    | Anderlecht          | 6 | 1  | 0 | 5 | 2  | 17 | −15 | 3  |                                            |

1. 1 2  Egymás elleni eredmény: Paris Saint-Germain 3–0 Bayern München, Bayern München 3–1 Paris Saint-Germain.
2. 1 2  Egymás elleni eredmény: Anderlecht 0–3 Celtic, Celtic 0–1 Anderlecht.

| 2017. szeptember 12. 20:45 |

| Bayern München                                       | 3–0               | Anderlecht |
| ---------------------------------------------------- | ----------------- | ---------- |
| Lewandowski 12' (11-esből) Alcântara 65' Kimmich 90' | (1–0) Jegyzőkönyv |            |

| Allianz Arena, München Játékvezető: Paolo Tagliavento (olasz) |

| 2017. szeptember 12. 20:45 |

| Celtic | 0–5               | Paris Saint-Germain                                                |
| ------ | ----------------- | ------------------------------------------------------------------ |
|        | (0–3) Jegyzőkönyv | Neymar 19' Mbappé 34' Cavani 40' (11-esből) 85' Lustig 83' (öngól) |

| Celtic Park, Glasgow Játékvezető: Daniele Orsato (olasz) |

| 2017. szeptember 27. 20:45 |

| Paris Saint-Germain            | 3–0               | Bayern München |
| ------------------------------ | ----------------- | -------------- |
| Alves 2' Cavani 31' Neymar 63' | (2–0) Jegyzőkönyv |                |

| Parc des Princes, Párizs Játékvezető: Antonio Mateu Lahoz (spanyol) |

| 2017. szeptember 27. 20:45 |

| Anderlecht | 0–3               | Celtic                                   |
| ---------- | ----------------- | ---------------------------------------- |
|            | (0–1) Jegyzőkönyv | Griffiths 38' Roberts 50' Sinclair 90+3' |

| Constant Vanden Stock Stadion, Brüsszel Játékvezető: Jesús Gil Manzano (spanyol) |

| 2017. október 18. 20:45 |

| Anderlecht | 0–4               | Paris Saint-Germain                          |
| ---------- | ----------------- | -------------------------------------------- |
|            | (0–2) Jegyzőkönyv | Mbappé 3' Cavani 44' Neymar 66' Di María 88' |

| Constant Vanden Stock Stadion, Brüsszel Játékvezető: Pavel Královec (cseh) |

| 2017. október 18. 20:45 |

| Bayern München                     | 3–0               | Celtic |
| ---------------------------------- | ----------------- | ------ |
| Müller 17' Kimmich 29' Hummels 51' | (2–0) Jegyzőkönyv |        |

| Allianz Arena, München Játékvezető: Szergej Karaszjov (orosz) |

| 2017. október 31. 20:45 |

| Paris Saint-Germain                           | 5–0               | Anderlecht |
| --------------------------------------------- | ----------------- | ---------- |
| Verratti 30' Neymar 45+4' Kurzawa 52' 72' 78' | (2–0) Jegyzőkönyv |            |

| Parc des Princes, Párizs Játékvezető: David Fernández Borbalán (spanyol) |

| 2017. október 31. 20:45 |

| Celtic       | 1–2               | Bayern München         |
| ------------ | ----------------- | ---------------------- |
| McGregor 74' | (0–1) Jegyzőkönyv | Coman 22' Martínez 77' |

| Celtic Park, Glasgow Játékvezető: Danny Makkelie (holland) |

| 2017. november 22. 20:45 |

| Anderlecht | 1–2               | Bayern München              |
| ---------- | ----------------- | --------------------------- |
| Hanni 63'  | (0–0) Jegyzőkönyv | Lewandowski 51' Tolisso 77' |

| Constant Vanden Stock Stadion, Brüsszel Játékvezető: Anthony Taylor (angol) |

| 2017. november 22. 20:45 |

| Paris Saint-Germain                                            | 7–1               | Celtic     |
| -------------------------------------------------------------- | ----------------- | ---------- |
| Neymar 9' 22' Cavani 28' 79' Mbappé 35' Verratti 75' Alves 80' | (4–0) Jegyzőkönyv | Dembélé 1' |

| Parc des Princes, Párizs Játékvezető: Anasztásziosz Szidirópulosz (görög) |

| 2017. december 5. 20:45 |

| Bayern München                 | 3–1               | Paris Saint-Germain |
| ------------------------------ | ----------------- | ------------------- |
| Lewandowski 8' Tolisso 37' 69' | (2–0) Jegyzőkönyv | Mbappé 50'          |

| Allianz Arena, München Játékvezető: Cüneyt Çakır (török) |

| 2017. december 5. 20:45 |

| Celtic | 0–1               | Anderlecht           |
| ------ | ----------------- | -------------------- |
|        | (0–1) Jegyzőkönyv | Šimunović 8' (öngól) |

| Celtic Park, Glasgow Játékvezető: Matej Jug (szlovén) |

### C csoport
| Hely. | Csapat             | M | Gy | D | V | G+ | G– | Gk  | P  | Továbbjutás                                |
| ----- | ------------------ | - | -- | - | - | -- | -- | --- | -- | ------------------------------------------ |
| 1.    | AS Roma            | 6 | 3  | 2 | 1 | 9  | 6  | +3  | 11 | Továbbjutott az egyenes kieséses szakaszba |
| 2.    | Chelsea            | 6 | 3  | 2 | 1 | 16 | 8  | +8  | 11 | Továbbjutott az egyenes kieséses szakaszba |
| 3.    | Atlético de Madrid | 6 | 1  | 4 | 1 | 5  | 4  | +1  | 7  | Átkerült az Európa-ligába                  |
| 4.    | Qarabağ            | 6 | 0  | 2 | 4 | 2  | 14 | −12 | 2  |                                            |

1. 1 2  Egymás elleni eredmény: Chelsea 3–3 Roma, Roma 3–0 Chelsea.

| 2017. szeptember 12. 20:45 |

| Chelsea                                                                                 | 6–0               | Qarabağ |
| --------------------------------------------------------------------------------------- | ----------------- | ------- |
| Pedro 5' Zappacosta 30' Azpilicueta 55' Bakayoko 71' Batshuayi 76' Medvedev 82' (öngól) | (2–0) Jegyzőkönyv |         |

| Stamford Bridge, London Játékvezető: Anasztásziosz Szidirópulosz (görög) |

| 2017. szeptember 12. 20:45 |

| AS Roma | 0–0         | Atlético de Madrid |
| ------- | ----------- | ------------------ |
|         | Jegyzőkönyv |                    |

| Stadio Olimpico, Róma Játékvezető: Milorad Mažić (szerb) |

| 2017. szeptember 27. 18:00 |

| Qarabağ      | 1–2               | AS Roma               |
| ------------ | ----------------- | --------------------- |
| Henrique 28' | (1–2) Jegyzőkönyv | Manolász 7' Džeko 15' |

| Tofik Bahramov Stadion, Baku Játékvezető: Artur Soares Dias (portugál) |

| 2017. szeptember 27. 20:45 |

| Atlético de Madrid       | 1–2               | Chelsea                    |
| ------------------------ | ----------------- | -------------------------- |
| Griezmann 40' (11-esből) | (1–0) Jegyzőkönyv | Morata 60' Batshuayi 90+3' |

| Wanda Metropolitano Stadion, Madrid Játékvezető: Cüneyt Çakır (török) |

| 2017. október 18. 18:00 |

| Qarabağ | 0–0         | Atlético de Madrid |
| ------- | ----------- | ------------------ |
|         | Jegyzőkönyv |                    |

| Tofik Bahramov Stadion, Baku Játékvezető: Ruddy Buquet (francia) |

| 2017. október 18. 20:45 |

| Chelsea                 | 3–3               | AS Roma                   |
| ----------------------- | ----------------- | ------------------------- |
| Luiz 11' Hazard 37' 75' | (2–1) Jegyzőkönyv | Kolarov 40' Džeko 64' 70' |

| Stamford Bridge, London Játékvezető: Damir Skomina (szlovén) |

| 2017. október 31. 20:45 |

| Atlético de Madrid | 1–1               | Qarabağ    |
| ------------------ | ----------------- | ---------- |
| Partey 56'         | (0–1) Jegyzőkönyv | Míchel 40' |

| Wanda Metropolitano Stadion, Madrid Játékvezető: Deniz Aytekin (német) |

| 2017. október 31. 20:45 |

| AS Roma                        | 3–0               | Chelsea |
| ------------------------------ | ----------------- | ------- |
| El Shaarawy 1' 36' Perotti 63' | (2–0) Jegyzőkönyv |         |

| Stadio Olimpico, Róma Játékvezető: Jonas Eriksson (svéd) |

| 2017. november 22. 18:00 |

| Qarabağ | 0–4               | Chelsea                                                       |
| ------- | ----------------- | ------------------------------------------------------------- |
|         | (0–2) Jegyzőkönyv | Hazard 21' (11-esből) Willian 36' 85' Fàbregas 73' (11-esből) |

| Tofik Bahramov Stadion, Baku Játékvezető: Manuel De Sousa (portugál) |

| 2017. november 22. 20:45 |

| Atlético de Madrid        | 2–0               | AS Roma |
| ------------------------- | ----------------- | ------- |
| Griezmann 69' Gameiro 85' | (0–0) Jegyzőkönyv |         |

| Wanda Metropolitano Stadion, Madrid Játékvezető: Björn Kuipers (holland) |

| 2017. december 5. 20:45 |

| Chelsea           | 1–1               | Atlético de Madrid |
| ----------------- | ----------------- | ------------------ |
| Savić 75' (öngól) | (0–0) Jegyzőkönyv | Ñíguez 56'         |

| Stamford Bridge, London Játékvezető: Danny Makkelie (holland) |

| 2017. december 5. 20:45 |

| AS Roma     | 1–0               | Qarabağ |
| ----------- | ----------------- | ------- |
| Perotti 53' | (0–0) Jegyzőkönyv |         |

| Stadio Olimpico, Róma Játékvezető: Tobias Stieler (német) |

### D csoport
| Hely. | Csapat       | M | Gy | D | V | G+ | G– | Gk | P  | Továbbjutás                                |
| ----- | ------------ | - | -- | - | - | -- | -- | -- | -- | ------------------------------------------ |
| 1.    | FC Barcelona | 6 | 4  | 2 | 0 | 9  | 1  | +8 | 14 | Továbbjutott az egyenes kieséses szakaszba |
| 2.    | Juventus     | 6 | 3  | 2 | 1 | 7  | 5  | +2 | 11 | Továbbjutott az egyenes kieséses szakaszba |
| 3.    | Sporting CP  | 6 | 2  | 1 | 3 | 8  | 9  | −1 | 7  | Átkerült az Európa-ligába                  |
| 4.    | Olimbiakósz  | 6 | 0  | 1 | 5 | 4  | 13 | −9 | 1  |                                            |

| 2017. szeptember 12. 20:45 |

| FC Barcelona              | 3–0               | Juventus |
| ------------------------- | ----------------- | -------- |
| Messi 45' 69' Rakitić 56' | (1–0) Jegyzőkönyv |          |

| Camp Nou, Barcelona Játékvezető: Damir Skomina (szlovén) |

| 2017. szeptember 12. 20:45 |

| Olimbiakósz     | 2–3               | Sporting CP                          |
| --------------- | ----------------- | ------------------------------------ |
| Pardo 89' 90+3' | (0–3) Jegyzőkönyv | Doumbia 2' Martins 13' Fernandes 43' |

| Karaiszkákisz Stadion, Pireusz Játékvezető: Kassai Viktor (magyar) |

| 2017. szeptember 27. 20:45 |

| Sporting CP | 0–1               | FC Barcelona       |
| ----------- | ----------------- | ------------------ |
|             | (0–0) Jegyzőkönyv | Coates 49' (öngól) |

| Estádio José Alvalade, Lisszabon Játékvezető: Ovidiu Hațegan (román) |

| 2017. szeptember 27. 20:45 |

| Juventus                  | 2–0               | Olimbiakósz |
| ------------------------- | ----------------- | ----------- |
| Higuaín 69' Mandžukić 80' | (0–0) Jegyzőkönyv |             |

| Juventus Stadion, Torino Játékvezető: Tobias Stieler (német) |

| 2017. október 18. 20:45 |

| Juventus                 | 2–1               | Sporting CP             |
| ------------------------ | ----------------- | ----------------------- |
| Pjanić 29' Mandžukić 84' | (1–1) Jegyzőkönyv | Alex Sandro 12' (öngól) |

| Juventus Stadion, Torino Játékvezető: Michael Oliver (angol) |

| 2017. október 18. 20:45 |

| FC Barcelona                            | 3–1               | Olimbiakósz |
| --------------------------------------- | ----------------- | ----------- |
| Nikoláu 18' (öngól) Messi 61' Digne 64' | (1–0) Jegyzőkönyv | Nikoláu 90' |

| Camp Nou, Barcelona Játékvezető: William Collum (skót) |

| 2017. október 31. 20:45 |

| Sporting CP | 1–1               | Juventus    |
| ----------- | ----------------- | ----------- |
| César 20'   | (1–0) Jegyzőkönyv | Higuaín 79' |

| Estádio José Alvalade, Lisszabon Játékvezető: Clément Turpin (francia) |

| 2017. október 31. 20:45 |

| Olimbiakósz | 0–0         | FC Barcelona |
| ----------- | ----------- | ------------ |
|             | Jegyzőkönyv |              |

| Karaiszkákisz Stadion, Pireusz Játékvezető: Anthony Taylor (angol) |

| 2017. november 22. 20:45 |

| Juventus | 0–0         | FC Barcelona |
| -------- | ----------- | ------------ |
|          | Jegyzőkönyv |              |

| Juventus Stadion, Torino Játékvezető: Milorad Mažić (szerb) |

| 2017. november 22. 20:45 |

| Sporting CP            | 3–1               | Olimbiakósz      |
| ---------------------- | ----------------- | ---------------- |
| Dost 40' 66' César 43' | (2–0) Jegyzőkönyv | Odjidja-Ofoe 86' |

| Estádio José Alvalade, Lisszabon Játékvezető: Felix Zwayer (német) |

| 2017. december 5. 20:45 |

| FC Barcelona                      | 2–0               | Sporting CP |
| --------------------------------- | ----------------- | ----------- |
| Alcácer 59' Mathieu 90+1' (öngól) | (0–0) Jegyzőkönyv |             |

| Camp Nou, Barcelona Játékvezető: Craig Thomson (skót) |

| 2017. december 5. 20:45 |

| Olimbiakósz | 0–1               | Juventus     |
| ----------- | ----------------- | ------------ |
|             | (0–1) Jegyzőkönyv | Cuadrado 15' |

| Karaiszkákisz Stadion, Pireusz Játékvezető: David Fernández Borbalán (spanyol) |

### E csoport
| Hely. | Csapat           | M | Gy | D | V | G+ | G– | Gk  | P  | Továbbjutás                                |
| ----- | ---------------- | - | -- | - | - | -- | -- | --- | -- | ------------------------------------------ |
| 1.    | Liverpool FC     | 6 | 3  | 3 | 0 | 23 | 6  | +17 | 12 | Továbbjutott az egyenes kieséses szakaszba |
| 2.    | Sevilla FC       | 6 | 2  | 3 | 1 | 12 | 12 | 0   | 9  | Továbbjutott az egyenes kieséses szakaszba |
| 3.    | Szpartak Moszkva | 6 | 1  | 3 | 2 | 9  | 13 | −4  | 6  | Átkerült az Európa-ligába                  |
| 4.    | NK Maribor       | 6 | 0  | 3 | 3 | 3  | 16 | −13 | 3  |                                            |

| 2017. szeptember 13. 20:45 |

| NK Maribor | 1–1               | Szpartak Moszkva |
| ---------- | ----------------- | ---------------- |
| Bohar 85'  | (0–0) Jegyzőkönyv | Szamedov 59'     |

| Stadion Ljudski vrt, Maribor Játékvezető: Deniz Aytekin (német) |

| 2017. szeptember 13. 20:45 |

| Liverpool FC           | 2–2               | Sevilla FC               |
| ---------------------- | ----------------- | ------------------------ |
| Firmino 21' Szaláh 37' | (2–1) Jegyzőkönyv | Ben Yedder 5' Correa 72' |

| Anfield, Liverpool Játékvezető: Danny Makkelie (holland) |

| 2017. szeptember 26. 20:45 |

| Sevilla FC                        | 3–0               | NK Maribor |
| --------------------------------- | ----------------- | ---------- |
| Ben Yedder 27' 38' 83' (11-esből) | (2–0) Jegyzőkönyv |            |

| Estadio Ramón Sánchez Pizjuán, Sevilla Játékvezető: Alekszej Kulbakov (fehérorosz) |

| 2017. szeptember 26. 20:45 |

| Szpartak Moszkva | 1–1               | Liverpool FC |
| ---------------- | ----------------- | ------------ |
| Fernando 23'     | (1–1) Jegyzőkönyv | Coutinho 31' |

| Otkrityije Aréna, Moszkva Játékvezető: Clément Turpin (francia) |

| 2017. október 17. 20:45 |

| Szpartak Moszkva                                      | 5–1               | Sevilla FC |
| ----------------------------------------------------- | ----------------- | ---------- |
| Promes 18' 90' Melgarejo 58' Glusakov 67' Adriano 74' | (1–1) Jegyzőkönyv | Kjær 30'   |

| Otkrityije Aréna, Moszkva Játékvezető: Gianluca Rocchi (olasz) |

| 2017. október 17. 20:45 |

| NK Maribor | 0–7               | Liverpool FC                                                                           |
| ---------- | ----------------- | -------------------------------------------------------------------------------------- |
|            | (0–4) Jegyzőkönyv | Firmino 4' 54' Coutinho 13' Szaláh 19' 40' Oxlade-Chamberlain 86' Alexander-Arnold 90' |

| Stadion Ljudski vrt, Maribor Játékvezető: Kassai Viktor (magyar) |

| 2017. november 1. 20:45 |

| Sevilla FC             | 2–1               | Szpartak Moszkva |
| ---------------------- | ----------------- | ---------------- |
| Lenglet 30' Banega 59' | (1–0) Jegyzőkönyv | Zé Luís 78'      |

| Estadio Ramón Sánchez Pizjuán, Sevilla Játékvezető: Artur Soares Dias (portugál) |

| 2017. november 1. 20:45 |

| Liverpool FC                     | 3–0               | NK Maribor |
| -------------------------------- | ----------------- | ---------- |
| Szaláh 49' Can 64' Sturridge 90' | (0–0) Jegyzőkönyv |            |

| Anfield, Liverpool Játékvezető: Ivan Kružliak (szlovák) |

| 2017. november 21. 18:00 |

| Szpartak Moszkva | 1–1               | NK Maribor      |
| ---------------- | ----------------- | --------------- |
| Zé Luís 82'      | (0–0) Jegyzőkönyv | Mešanović 90+2' |

| Otkrityije Aréna, Moszkva Játékvezető: William Collum (skót) |

| 2017. november 21. 20:45 |

| Sevilla FC                                  | 3–3               | Liverpool FC            |
| ------------------------------------------- | ----------------- | ----------------------- |
| Ben Yedder 51' 60' (11-esből) Pizarro 90+3' | (0–3) Jegyzőkönyv | Firmino 2' 30' Mané 22' |

| Estadio Ramón Sánchez Pizjuán, Sevilla Játékvezető: Felix Brych (német) |

| 2017. december 6. 20:45 |

| NK Maribor  | 1–1               | Sevilla FC |
| ----------- | ----------------- | ---------- |
| Tavares 10' | (1–0) Jegyzőkönyv | Ganso 76'  |

| Stadion Ljudski vrt, Maribor Játékvezető: Ovidiu Hațegan (román) |

| 2017. december 6. 20:45 |

| Liverpool FC                                                       | 7–0               | Szpartak Moszkva |
| ------------------------------------------------------------------ | ----------------- | ---------------- |
| Coutinho 4' (11-esből) 15' 50' Firmino 19' Mané 47' 76' Szaláh 86' | (3–0) Jegyzőkönyv |                  |

| Anfield, Liverpool Játékvezető: Szymon Marciniak (lengyel) |

### F csoport
| Hely. | Csapat          | M | Gy | D | V | G+ | G– | Gk | P  | Továbbjutás                                |
| ----- | --------------- | - | -- | - | - | -- | -- | -- | -- | ------------------------------------------ |
| 1.    | Manchester City | 6 | 5  | 0 | 1 | 14 | 5  | +9 | 15 | Továbbjutott az egyenes kieséses szakaszba |
| 2.    | Sahtar Doneck   | 6 | 4  | 0 | 2 | 9  | 9  | 0  | 12 | Továbbjutott az egyenes kieséses szakaszba |
| 3.    | SSC Napoli      | 6 | 2  | 0 | 4 | 11 | 11 | 0  | 6  | Átkerült az Európa-ligába                  |
| 4.    | Feyenoord       | 6 | 1  | 0 | 5 | 5  | 14 | −9 | 3  |                                            |

| 2017. szeptember 13. 20:45 |

| Feyenoord | 0–4               | Manchester City                    |
| --------- | ----------------- | ---------------------------------- |
|           | (0–3) Jegyzőkönyv | Stones 2' 63' Agüero 10' Jesus 25' |

| De Kuip, Rotterdam Játékvezető: Szymon Marciniak (lengyel) |

| 2017. szeptember 13. 20:45 |

| Sahtar Doneck           | 2–1               | SSC Napoli           |
| ----------------------- | ----------------- | -------------------- |
| Taison 15' Ferreyra 58' | (1–0) Jegyzőkönyv | Milik 72' (11-esből) |

| Metaliszt stadion, Harkiv Játékvezető: Felix Zwayer (német) |

| 2017. szeptember 26. 20:45 |

| SSC Napoli                          | 3–1               | Feyenoord     |
| ----------------------------------- | ----------------- | ------------- |
| Insigne 7' Mertens 49' Callejón 70' | (1–0) Jegyzőkönyv | Amrabat 90+3' |

| San Paolo stadion, Nápoly Játékvezető: William Collum (skót) |

| 2017. szeptember 26. 20:45 |

| Manchester City            | 2–0               | Sahtar Doneck |
| -------------------------- | ----------------- | ------------- |
| De Bruyne 48' Sterling 90' | (0–0) Jegyzőkönyv |               |

| City of Manchester Stadion, Manchester Játékvezető: Manuel De Sousa (portugál) |

| 2017. október 17. 20:45 |

| Manchester City       | 2–1               | SSC Napoli             |
| --------------------- | ----------------- | ---------------------- |
| Sterling 9' Jesus 13' | (2–0) Jegyzőkönyv | Diawara 73' (11-esből) |

| City of Manchester Stadion, Manchester Játékvezető: Antonio Mateu Lahoz (spanyol) |

| 2017. október 17. 20:45 |

| Feyenoord   | 1–2               | Sahtar Doneck   |
| ----------- | ----------------- | --------------- |
| Berghuis 8' | (1–1) Jegyzőkönyv | Bernard 24' 54' |

| De Kuip, Rotterdam Játékvezető: Alberto Undiano Mallenco (spanyol) |

| 2017. november 1. 20:45 |

| SSC Napoli                          | 2–4               | Manchester City                                   |
| ----------------------------------- | ----------------- | ------------------------------------------------- |
| Insigne 21' Jorginho 62' (11-esből) | (1–1) Jegyzőkönyv | Otamendi 34' Stones 48' Agüero 69' Sterling 90+2' |

| San Paolo stadion, Nápoly Játékvezető: Felix Brych (német) |

| 2017. november 1. 20:45 |

| Sahtar Doneck               | 3–1               | Feyenoord     |
| --------------------------- | ----------------- | ------------- |
| Ferreyra 14' Marlos 17' 68' | (2–1) Jegyzőkönyv | Jørgensen 12' |

| Metaliszt stadion, Harkiv Játékvezető: Anasztásziosz Szidirópulosz (görög) |

| 2017. november 21. 20:45 |

| Manchester City | 1–0               | Feyenoord |
| --------------- | ----------------- | --------- |
| Sterling 88'    | (0–0) Jegyzőkönyv |           |

| City of Manchester Stadion, Manchester Játékvezető: Ivan Kružliak (szlovák) |

| 2017. november 21. 20:45 |

| SSC Napoli                            | 3–0               | Sahtar Doneck |
| ------------------------------------- | ----------------- | ------------- |
| Insigne 56' Zieliński 81' Mertens 83' | (0–0) Jegyzőkönyv |               |

| San Paolo stadion, Nápoly Játékvezető: Damir Skomina (szlovén) |

| 2017. december 6. 20:45 |

| Feyenoord                     | 2–1               | SSC Napoli   |
| ----------------------------- | ----------------- | ------------ |
| Jørgensen 33' St. Juste 90+1' | (1–1) Jegyzőkönyv | Zieliński 2' |

| De Kuip, Rotterdam Játékvezető: Michael Oliver (angol) |

| 2017. december 6. 20:45 |

| Sahtar Doneck           | 2–1               | Manchester City         |
| ----------------------- | ----------------- | ----------------------- |
| Bernard 26' Ismaily 32' | (2–0) Jegyzőkönyv | Agüero 90+2' (11-esből) |

| Metaliszt stadion, Harkiv Játékvezető: Benoît Bastien (francia) |

### G csoport
| Hely. | Csapat      | M | Gy | D | V | G+ | G– | Gk | P  | Továbbjutás                                |
| ----- | ----------- | - | -- | - | - | -- | -- | -- | -- | ------------------------------------------ |
| 1.    | Beşiktaş JK | 6 | 4  | 2 | 0 | 11 | 5  | +6 | 14 | Továbbjutott az egyenes kieséses szakaszba |
| 2.    | FC Porto    | 6 | 3  | 1 | 2 | 15 | 10 | +5 | 10 | Továbbjutott az egyenes kieséses szakaszba |
| 3.    | RB Leipzig  | 6 | 2  | 1 | 3 | 10 | 11 | −1 | 7  | Átkerült az Európa-ligába                  |
| 4.    | AS Monaco   | 6 | 0  | 2 | 4 | 6  | 15 | −9 | 2  |                                            |

| 2017. szeptember 13. 20:45 |

| RB Leipzig   | 1–1               | AS Monaco     |
| ------------ | ----------------- | ------------- |
| Forsberg 33' | (1–1) Jegyzőkönyv | Tielemans 34' |

| Red Bull Arena, Lipcse Játékvezető: Michael Oliver (angol) |

| 2017. szeptember 13. 20:45 |

| FC Porto          | 1–3               | Beşiktaş JK                     |
| ----------------- | ----------------- | ------------------------------- |
| Tošić 21' (öngól) | (1–2) Jegyzőkönyv | Talisca 13' Tosun 28' Babel 86' |

| Estádio do Dragão, Porto Játékvezető: Anthony Taylor (angol) |

| 2017. szeptember 26. 20:45 |

| Beşiktaş JK           | 2–0               | RB Leipzig |
| --------------------- | ----------------- | ---------- |
| Babel 11' Talisca 43' | (2–0) Jegyzőkönyv |            |

| Vodafone Park, Isztambul Játékvezető: Szergej Karaszjov (orosz) |

| 2017. szeptember 26. 20:45 |

| AS Monaco | 0–3               | FC Porto                    |
| --------- | ----------------- | --------------------------- |
|           | (0–1) Jegyzőkönyv | Aboubakar 31' 69' Layún 89' |

| II. Lajos Stadion, Monaco Játékvezető: Slavko Vinčić (szlovén) |

| 2017. október 17. 20:45 |

| AS Monaco  | 1–2               | Beşiktaş JK   |
| ---------- | ----------------- | ------------- |
| Falcao 30' | (1–1) Jegyzőkönyv | Tosun 34' 54' |

| II. Lajos Stadion, Monaco Játékvezető: Milorad Mažić (szerb) |

| 2017. október 17. 20:45 |

| RB Leipzig                         | 3–2               | FC Porto                  |
| ---------------------------------- | ----------------- | ------------------------- |
| Orban 8' Forsberg 38' Augustin 41' | (3–2) Jegyzőkönyv | Aboubakar 18' Marcano 44' |

| Red Bull Arena, Lipcse Játékvezető: Paolo Tagliavento (olasz) |

| 2017. november 1. 20:45 |

| Beşiktaş JK          | 1–1               | AS Monaco   |
| -------------------- | ----------------- | ----------- |
| Tosun 54' (11-esből) | (0–1) Jegyzőkönyv | Lopes 45+1' |

| Vodafone Park, Isztambul Játékvezető: Paolo Tagliavento (olasz) |

| 2017. november 1. 20:45 |

| FC Porto                             | 3–1               | RB Leipzig |
| ------------------------------------ | ----------------- | ---------- |
| Herrera 13' Danilo 61' Pereira 90+3' | (1–0) Jegyzőkönyv | Werner 48' |

| Estádio do Dragão, Porto Játékvezető: Ovidiu Hațegan (román) |

| 2017. november 21. 18:00 |

| Beşiktaş JK | 1–1               | FC Porto   |
| ----------- | ----------------- | ---------- |
| Talisca 41' | (1–1) Jegyzőkönyv | Felipe 29' |

| Vodafone Park, Isztambul Játékvezető: Antonio Mateu Lahoz (spanyol) |

| 2017. november 21. 20:45 |

| AS Monaco  | 1–4               | RB Leipzig                                             |
| ---------- | ----------------- | ------------------------------------------------------ |
| Falcao 43' | (1–4) Jegyzőkönyv | Jemerson 6' (öngól) Werner 9' 31' (11-esből) Keïta 45' |

| II. Lajos Stadion, Monaco Játékvezető: Alberto Undiano Mallenco (spanyol) |

| 2017. december 6. 20:45 |

| RB Leipzig | 1–2               | Beşiktaş JK                        |
| ---------- | ----------------- | ---------------------------------- |
| Keïta 87'  | (0–1) Jegyzőkönyv | Negredo 10' (11-esből) Talisca 90' |

| Red Bull Arena, Lipcse Játékvezető: Kassai Viktor (magyar) |

| 2017. december 6. 20:45 |

| FC Porto                                           | 5–2               | AS Monaco                      |
| -------------------------------------------------- | ----------------- | ------------------------------ |
| Aboubakar 9' 33' Brahimi 45' Telles 66' Soares 88' | (3–0) Jegyzőkönyv | Glik 61' (11-esből) Falcao 78' |

| Estádio do Dragão, Porto Játékvezető: Jonas Eriksson (svéd) |

### H csoport
| Hely. | Csapat            | M | Gy | D | V | G+ | G– | Gk  | P  | Továbbjutás                                |
| ----- | ----------------- | - | -- | - | - | -- | -- | --- | -- | ------------------------------------------ |
| 1.    | Tottenham Hotspur | 6 | 5  | 1 | 0 | 15 | 4  | +11 | 16 | Továbbjutott az egyenes kieséses szakaszba |
| 2.    | Real Madrid       | 6 | 4  | 1 | 1 | 17 | 7  | +10 | 13 | Továbbjutott az egyenes kieséses szakaszba |
| 3.    | Borussia Dortmund | 6 | 0  | 2 | 4 | 7  | 13 | −6  | 2  | Átkerült az Európa-ligába                  |
| 4.    | APÓEL             | 6 | 0  | 2 | 4 | 2  | 17 | −15 | 2  |                                            |

1. 1 2  Egymás elleni eredmény: APÓEL 1–1 Borussia Dortmund, Borussia Dortmund 1–1 APÓEL (döntetlen állás, az összesített gólkülönbség döntött).

| 2017. szeptember 13. 20:45 |

| Real Madrid                          | 3–0               | APÓEL |
| ------------------------------------ | ----------------- | ----- |
| Ronaldo 12' 51' (11-esből) Ramos 61' | (1–0) Jegyzőkönyv |       |

| Santiago Bernabéu, Madrid Játékvezető: Benoît Bastien (francia) |

| 2017. szeptember 13. 20:45 |

| Tottenham Hotspur       | 3–1               | Borussia Dortmund |
| ----------------------- | ----------------- | ----------------- |
| Hungmin 2' Kane 15' 60' | (2–1) Jegyzőkönyv | Jarmolenko 11'    |

| Wembley Stadion, London Játékvezető: Gianluca Rocchi (olasz) |

| 2017. szeptember 26. 20:45 |

| Borussia Dortmund | 1–3               | Real Madrid              |
| ----------------- | ----------------- | ------------------------ |
| Aubameyang 54'    | (0–1) Jegyzőkönyv | Bale 18' Ronaldo 50' 79' |

| Westfalenstadion, Dortmund Játékvezető: Björn Kuipers (holland) |

| 2017. szeptember 26. 20:45 |

| APÓEL | 0–3               | Tottenham Hotspur |
| ----- | ----------------- | ----------------- |
|       | (0–1) Jegyzőkönyv | Kane 39' 62' 67'  |

| GSZP Stadion, Nicosia Játékvezető: Pavel Královec (cseh) |

| 2017. október 17. 20:45 |

| APÓEL    | 1–1               | Borussia Dortmund     |
| -------- | ----------------- | --------------------- |
| Poté 62' | (0–0) Jegyzőkönyv | Papasztathópulosz 67' |

| GSZP Stadion, Nicosia Játékvezető: Alekszej Kulbakov (fehérorosz) |

| 2017. október 17. 20:45 |

| Real Madrid            | 1–1               | Tottenham Hotspur  |
| ---------------------- | ----------------- | ------------------ |
| Ronaldo 43' (11-esből) | (1–1) Jegyzőkönyv | Varane 28' (öngól) |

| Santiago Bernabéu, Madrid Játékvezető: Szymon Marciniak (lengyel) |

| 2017. november 1. 20:45 |

| Borussia Dortmund | 1–1               | APÓEL    |
| ----------------- | ----------------- | -------- |
| Guerreiro 29'     | (1–0) Jegyzőkönyv | Poté 51' |

| Westfalenstadion, Dortmund Játékvezető: Matej Jug (szlovén) |

| 2017. november 1. 20:45 |

| Tottenham Hotspur        | 3–1               | Real Madrid |
| ------------------------ | ----------------- | ----------- |
| Alli 27' 56' Eriksen 65' | (1–0) Jegyzőkönyv | Ronaldo 80' |

| Wembley Stadion, London Játékvezető: Cüneyt Çakır (török) |

| 2017. november 21. 20:45 |

| APÓEL | 0–6               | Real Madrid                                            |
| ----- | ----------------- | ------------------------------------------------------ |
|       | (0–4) Jegyzőkönyv | Modrić 23' Benzema 39' 45+1' Nacho 41' Ronaldo 49' 54' |

| GSZP Stadion, Nicosia Játékvezető: Artur Soares Dias (portugál) |

| 2017. november 21. 20:45 |

| Borussia Dortmund | 1–2               | Tottenham Hotspur    |
| ----------------- | ----------------- | -------------------- |
| Aubameyang 31'    | (1–0) Jegyzőkönyv | Kane 49' Hungmin 76' |

| Westfalenstadion, Dortmund Játékvezető: Clément Turpin (francia) |

| 2017. december 6. 20:45 |

| Real Madrid                        | 3–2               | Borussia Dortmund  |
| ---------------------------------- | ----------------- | ------------------ |
| Mayoral 8' Ronaldo 12' Vázquez 81' | (2–1) Jegyzőkönyv | Aubameyang 43' 49' |

| Santiago Bernabéu, Madrid Játékvezető: Pavel Královec (cseh) |

| 2017. december 6. 20:45 |

| Tottenham Hotspur                     | 3–0               | APÓEL |
| ------------------------------------- | ----------------- | ----- |
| Llorente 20' Hungmin 37' N’Koudou 80' | (2–0) Jegyzőkönyv |       |

| Wembley Stadion, London Játékvezető: Slavko Vinčić (szlovén) |